# Дечжоу
Дечжоу (кит. спр. 德州市, піньїнь: Dézhōu Shì) — місто-округ в китайській провінції Шаньдун. 

## Географія
Дечжоу розташовується на північному заході провінції.

### Клімат
Місто знаходиться у зоні, котра характеризується вологим субтропічним кліматом. Найтепліший місяць — липень із середньою температурою 27.2 °C (81 °F). Найхолодніший місяць — січень, із середньою температурою -3.3 °С (26 °F).
| Клімат Дечжоу           | Клімат Дечжоу | Клімат Дечжоу | Клімат Дечжоу | Клімат Дечжоу | Клімат Дечжоу | Клімат Дечжоу | Клімат Дечжоу | Клімат Дечжоу | Клімат Дечжоу | Клімат Дечжоу | Клімат Дечжоу | Клімат Дечжоу | Клімат Дечжоу |
| Показник                | Січ.          | Лют.          | Бер.          | Квіт.         | Трав.         | Черв.         | Лип.          | Серп.         | Вер.          | Жовт.         | Лист.         | Груд.         | Рік           |
| Абсолютний максимум, °C | 12            | 22            | 26            | 35            | 38            | 41            | 40            | 38            | 32            | 32            | 22            | 12            | 41            |
| Середній максимум, °C   | 2             | 7             | 13            | 21            | 27            | 32            | 32            | 30            | 26            | 20            | 11            | 4             | 18            |
| Середня температура, °C | −3            | 1             | 6             | 14            | 20            | 25            | 27            | 25            | 21            | 14            | 6             | 0             | 12            |
| Середній мінімум, °C    | −8            | −5            | 0             | 7             | 13            | 19            | 22            | 21            | 16            | 8             | 1             | −5            | 7             |
| Абсолютний мінімум, °C  | −27           | −17           | −12           | −3            | 3             | 12            | 16            | 15            | 6             | −1            | −10           | −17           | −27           |
| Норма опадів, мм        | 0             | 0             | 0             | 10            | 30            | 80            | 100           | 130           | 30            | 20            | 10            | 0             | 470           |
| Днів з дощем            | 2             | 2             | 2             | 2             | 4             | 7             | 9             | 9             | 4             | 2             | 3             | 2             | 51            |
| Вологість повітря, %    | 57            | 56            | 54            | 49            | 49            | 56            | 76            | 79            | 69            | 66            | 70            | 70            | 63            |
| ----------------------- | ------------- | ------------- | ------------- | ------------- | ------------- | ------------- | ------------- | ------------- | ------------- | ------------- | ------------- | ------------- | ------------- |
| Джерело: Weatherbase    |               |               |               |               |               |               |               |               |               |               |               |               |               |

## Адміністративний поділ
Міський округ Шанцю поділяється на 2 райони, 2 міста і 7 повітів:
| Карта                                                                               | Карта    | Карта    | Карта            |
| ----------------------------------------------------------------------------------- | -------- | -------- | ---------------- |
| Сяцзінь Учен ① Пін'юань Лінчен Нінцзінь Юйчен Ліньї Лаолін ② Ціхе ① Дечен ② Цін'юнь |          |          |                  |
| Статус                                                                              | Назва    | Оригінал | Населення (2020) |
| Район                                                                               | Дечен    | 德城区   | 1 005 084        |
| Район                                                                               | Лінчен   | 陵城区   | 486 794          |
| Місто                                                                               | Лаолін   | 乐陵市   | 559 166          |
| Місто                                                                               | Юйчен    | 禹城市   | 488 014          |
| Повіт                                                                               | Ліньї    | 临邑县   | 473 421          |
| Повіт                                                                               | Нінцзінь | 宁津县   | 473 314          |
| Повіт                                                                               | Пін'юань | 平原县   | 419 088          |
| Повіт                                                                               | Сяцзінь  | 夏津县   | 458 112          |
| Повіт                                                                               | Учен     | 武城县   | 353 721          |
| Повіт                                                                               | Цін'юнь  | 庆云县   | 318 105          |
| Повіт                                                                               | Ціхе     | 齐河县   | 576 375          |